# Modest Heroes
Modest Heroes (ちいさな英雄－カニとタマゴと透明人間－ Chīsana Eiyū: Kani to Tamago to Tōmei Ningen?) es una película de animación japonesa en tres partes producida por Studio Ponoc. La película es el primer volumen de la antología del estudio Ponoc Short Films Theatre, e incluye segmentos dirigidos por Hiromasa Yonebayashi, Yoshiyuki Momose y Akihiko Yamashita.

## Personajes

### Kanini & Kanino
Kanini (カニーニ Kanīni?)
Voz por: Fumino Kimura
Kanino (カニーノ Kanīno?)
Voz por: Rio Suzuki

### Life Ain't Gonna Lose
Mama (ママ?)
Voz por: Machiko Ono
Shun (シュン?)
Voz por: Sōta Shinohara
Papa (パパ Papa?)
Voz por: Kentarō Sakaguchi
Doctor (医者 Isha?)
Voz por: Kentarō Sakaguchi

### Invisible
Hombre invisible (透明人間 Tōmei ningen?)
Voz por: Joe Odagiri
Hombre ciego (盲目の男性 Mōmoku no dansei?)
Voz por: Min Tanaka

## Producción
Studio Ponoc anunció el 27 de marzo de 2018 que lanzaría un nuevo proyecto llamado la Ponoc Short Films Theatre (ポノック短編劇場 Ponokku Tanpen Gekijō?), una antología de cortometrajes de animación divididos en volúmenes basados en su tema. Anunciaron que el primer volumen se titularía Modest Heroes y consistiría en tres cortometrajes realizados por antiguos empleados de Studio Ghibli: Hiromasa Yonebayashi, Yoshiyuki Momose, y Akihiko Yamashita. La película ha sido producida por Yoshiaki Nishimura. El corto de 15 minutos de Yonebayashi titulado «Kanini & Kanino» (カニーニとカニーノ Kanīni a Kanīno?) es una película de fantasía y aventuras con música compuesta por Takatsugu Muramatsu, con quien ya había trabajado en El recuerdo de Marnie y Mary y la flor de la bruja. El corto de 15 minutos de Momose titulado «Life Ain't Gonna Lose» (サムライエッグ Samurai Eggu?) es un drama musicalizada por Masanori Shimada. La banda sonora es la primera que Shimada ha compuesto para una película, habiendo trabajado solo para televisión. El corto de 14 minutos de Yamashita titulado «Invisible» (透明人間 Tōmei Ningen?) es una película de acción con música de Yasutaka Nakata. La canción de cierre de la película es "Sayonara Eiyū" de Kaela Kimura.
Originalmente, la película iba a contar con cuatro segmentos en lugar de tres, y el cuarto iba a ser dirigido por el director de Ghibli, Isao Takahata. Sin embargo, él murió el 5 de abril de 2018, por lo que la película se limitó a tres segmentos.

## Lanzamiento
La película fue estrenada en Japón el 24 de agosto de 2018.